# Fortuné de Mazenod
Fortuné de Mazenod né à Aix-en-Provence le 27 avril 1749, mort à Marseille le 21 février 1840, a été évêque de Marseille de 1823 à 1837.

## Naissance et études
Fils de Charles Alexandre de Mazenod et d’Ursule Félicité Elisabeth, Fortuné de Mazenod est né à Aix-en-Provence le 27 avril 1749. Il était :
- le neveu d’un chanoine, Charles Auguste André de Mazenod, frère de son père,
- l’oncle d’un futur évêque qui sera canonisé, Eugène de Mazenod qui lui succédera sur le siège épiscopal de Marseille et qui était le fils de son frère Charles Antoine de Mazenod.

Sa famille originaire de Saint-Chamond, avait émigré à Marseille où elle avait fait fortune dans la droguerie. Son père, après une brève carrière militaire qu’il dut interrompre à la suite d'un accident de cheval, entra dans la magistrature et s’installa au hôtel de Mazenod à Aix-en-Provence où il fut président de la cour des comptes.
Fortuné de Mazenod fit ses études chez les jésuites à Aix-en-Provence puis à Marseille et à Paris à Saint-Sulpice. Il est ordonné prêtre à Beauvais par François-Joseph de la Rochefoucauld. Il est vicaire général de l’archevêque d’Aix-en-Provence, de De Boisgelin lorsque éclate la Révolution.

## L’émigré
Malgré la désignation de l’évêque constitutionnel Charles Benoît Roux, Fortuné de Mazenod se maintient à son poste de vicaire général, administrant son diocèse au nom de De Boisgelin. Cette obstination aurait pu lui coûter la vie, car, au cours d’une procession, un forcené lui tira un coup de pistolet, mais la balle ne fit que l’effleurer.
Il partit avec son oncle, Charles Auguste André, à Lyon puis en Suisse en septembre 1792 et enfin à Turin où il rejoignit la famille de son frère Charles Antoine de Mazenod. Les armées révolutionnaires menaçant le Piémont, la famille Mazenod décida en avril 1794 de rejoindre Venise par voie fluviale qui lui paru être le moyen de locomotion le moins onéreux. En octobre 1795 il accompagne sa belle-sœur qui doit rentrer à Aix-en-Provence pour s’occuper des biens de la famille. En août 1797, profitant d’une accalmie, il retourne en France pour obtenir la restitution de ses biens et pour reprendre ses fonctions sacerdotales. Ayant à peine eu le temps de se faire remettre en possession de ses biens, Fortuné de Mazenod, de crainte d’être déporté, s’embarque à Marseille le 31 octobre 1797 à destination de Livourne. Il passe par Florence et arrive à Naples en février 1798 où il retrouve la famille de son frère.
Après un séjour difficile à Naples, la famille décide de partir pour la Sicile et arrive à Palerme le 6 janvier 1799.

## L’évêque
Le 28 janvier 1817, Louis XVIII procédait par 3 ordonnances à la désignation des plusieurs sièges épiscopaux dont celui de Marseille qui avait été rétabli et pour lequel était désigné Jacques-François Besson, curé de Saint-Nizier à Lyon. Celui-ci s’étant désisté, le chanoine Fortuné de Mazenod, qui se trouvait encore à Palerme, fut désigné. Les difficultés de réorganisation de l’Église entraînèrent différents retards qui repoussèrent au 13 janvier 1823 sa nomination officielle, au 6 juillet 1823 son sacre à Issy et au 10 août 1823 la prise de possession de son siège à la cathédrale de la Major à Marseille.
Bien qu’âgé de 73 ans, Fortuné de Mazenod jouissait d’une excellente santé. Il fut dans l’ensemble bien accueilli par la population marseillaise malgré la réticence de certains catholiques attachés aux Missions de France. Le vieil évêque obtint en peu de temps de très bons résultats. Il rétablit la discipline dans le clergé de son diocèse et relança le grand séminaire pour la formation des prêtres. Le préfet Villeneuve-Bargemon excusait ce « prélat octogénaire, naturellement bon et d’un caractère paisible, en imputant ses mesures extrêmes aux jeunes prêtres de son entourage qui ont plus de zèle que de jugement » . Son neveu Eugène de Mazenod était bien sûr particulièrement visé par cette opinion.
Par trois fois le choléra désola la ville en 1834, 1835 et 1837. Il voulut à l’image de Belsunce, s’offrir en victime expiatoire pendant une cérémonie au cours de laquelle l’estrade s’effondra. L’évêque fut retiré des décombres avec quelques blessures. À 88 ans il offre sa démission à condition que son neveu, Eugène de Mazenod lui succède. Celui-ci fut alors pourvu du siège épiscopal de Marseille en avril 1837.
Il décède à Marseille le 21 février 1840.

## Armoiries
Il porte les armes pleines de sa famille, telles que son trisaïeul Charles les fit enregistrer en 1654 : D'azur, à trois molettes d'or, posées 2 et 1, au chef d'or, chargé de trois bandes de gueules.